# Klaus Merkel (Fotograf)
Klaus Merkel (* 1940) ist ein deutscher Fotograf und Autor. Bekannt wurde er durch die Bildbände der Trilogie von Stein und Zeit.

## Werdegang
Merkel studierte an der Universität München Kunstgeschichte und Archäologie und an der Hochschule für Bildende Künste Berlin Malerei.

## Werk
Das künstlerische Hauptwerk von Klaus Merkel ist in 3 Bildbänden veröffentlicht:
- Das Lesen der Zeit im Text der Natur (1997),
- Album der Steine (2005),
- Bäume wie Steine (2013).

Es ist in der Trilogie von Stein und Zeit (2013) zusammengefasst (Verlag: Lars Müller Publishers, Zürich).

## Veröffentlichungen / Bildbände von Klaus Merkel (Auswahl)
- Das Lesen der Zeit im Text der Natur, Baden (Schweiz), 1997
- The Reading of Time in the Text of Nature, Baden (Schweiz), 2000
- Eine Art des Sehens, Ausstellungskatalog Album der Steine, München 2004
- Album der Steine, Baden (Schweiz), 2005
- Album of Stones, Baden (Schweiz), 2005
- Bäume wie Steine, Zürich (Schweiz), 2013
- Trees like Stones, Zürich (Schweiz), 2013
- Trilogie von Stein und Zeit, Zürich (Schweiz), 2013
- Trilogy of Stone and Time, Zürich (Schweiz), 2013

## Veröffentlichungen über Klaus Merkel
- Peter Bichsel, Eine Geschichte zur falschen Zeit; Zürcher Tagesanzeiger 15. März 1975; abgedruckt in: Peter Bichsel, Geschichten zur falschen Zeit, Darmstadt u. Neuwied, 1979
- Peter Bichsel, Vorwort: Das Lesen der Zeit im Text der Natur, Baden (Schweiz), 1997
- md – international magazine of design, Heft 12/1998; Heft 5/2006; Konradin Verlag, Leinfelden-Echterdingen
- Gottfried Knapp, Wie gewachsen – so gebaut; Süddeutsche Zeitung München, 67/1998
- Winfried Sühlo, Blicke auf die Verflechtung von Geist und Natur; DIE WELT Berlin, 6. Juli 1998
- Michael Hofmann, Zweite Natur; Patek Philippe Magazin Nr. 5, Condé Nast Publications, London
- Karl W. Forster, Timely Confrontations; Preface: The Reading of Time in the Text of Nature, Baden (Schweiz), 2002
- Christiane Grefe, Spur der Steine; DIE ZEIT Hamburg, 52/2001
- Manfred Höhne, Es wächst zusammen, was zusammen gehört; Naturstein 5/2002, Ebner Verlag Ulm
- Beatrice Lavarini, Die Einheit in der Zweiheit, Ausstellungskatalog Album der Steine, München 2004
- Max Leuprecht, Steinerne Archaik und landschaftliche Ästhetik, Ausstellungskatalog, s. o.
- Roberta De Righi, Im Stein die Zeit lesen; Abendzeitung München, 1. März 2004
- Naturstein 8/2006; Ebner Verlag Ulm
- Berge 4/2006; Olympia-Verlag, Nürnberg
- Stein 6/2008; Callwey Verlag, München
- Literaturen 5/2006 und Monopol 2/2007; Ringier Verlagsgruppe
- Bäume wie Steine; Naturstein 20/2012, Ebner Verlag Ulm
- Harper’s Magazine, April 2013; New York, USA
- Interview zur Trilogie von Stein und Zeit, Naturstein 5/2013, Ebner Verlag Ulm